# Nicolai Ramm Østgaard (fotbollsspelare)
Nicolai Ramm Østgaard, född 30 oktober 1885 i Oslo, död 20 juni 1958, var en norsk fotbollsspelare och idrottsledare. Han var president för det internationella skidsportförbundet FIS 1934-1951.
Han var också militär, och överste i den norska armén. 1927-1930 var han ordförande för det norska skidsportförbundet. På den åttonde FIS-kongressen i februari 1934 valdes han till FIS-president, en position han kom att inneha till 1951, då Marc Hodler från Schweiz tog över ordförandeklubben.

## Utmärkelser
- Officer av Kronorden
- Kommendör av Dannebrogorden
- Riddare av Hederslegionen
- Norska kungens förtjänstmedalj
- Riddare av Nordstjärneorden

[Redigera Wikidata]